# Маленький прибуток батька
«Маленький прибуток батька» (англ. Father's Little Dividend, також відомий як «Невеликий дивіденд батька») — американський комедійний фільм режисера Вінсента Міннеллі. Картина є продовженням фільму «Батько нареченої» (1950), також знятого Міннеллі.
Спочатку знятий компанією MGM, в 1979 році фільм увійшов до суспільне надбання в США у зв'язку з неможливістю продовжити авторські права. У 1995 році був знятий ремейк цього фільму «Батько нареченої 2».

## Зміст
Юрист Стенлі дуже турбується про свою доньку Кей, яку намагається надмірно опікати. Він не терпить серйозних змін у житті, тому ще не повністю впорався з тим, що Кей вже одружена жінка. Та зараз на нього чекає ще один сильний удар — Кей вагітна. Кумедні моменти і щира турбота в надлишку очікують головних героїв.

## Ролі
| Актор           | Роль            |
| --------------- | --------------- |
| Спенсер Трейсі  | Стенлі Бенкс    |
| Джоан Беннетт   | Еллі Бенкс      |
| Елізабет Тейлор | Кей Данстен     |
| Дон Тейлор      | Баклі Данстен   |
| Біллі Берк      | Доріс Данстен   |
| Мороні Олстен   | Герберт Данстен |
| Расс Темблін    | Томмі Бенкс     |
| Том Айріш       | Бен Бенкс       |

## Збори
У прокаті фільм зібрав 3 122 000$ в США та Канаді, а також 1,5$ мільйони у інших країнах. Загальні збори склали 4 622 000 $.

## Нагороди та номінації
- 1951 — номінація на премію Гільдії режисерів США за найкращу режисуру художнього фільму (Вінсент Міннеллі).
- 1952 — премія Гільдії сценаристів США за найкращу американську комедію (Альберт Хекетт, Френсіс Гудріч).